# Ifigénia em Áulide
Ifigénia em Áulide (português europeu) ou Ifigênia em Áulis (português brasileiro) (em grego clássico: Ἰφιγένεια ἐν Αὐλίδι, Iphigeneia en Aulidi; ou em latim Iphigenia Aulidensis) é a última obra conhecida do dramaturgo Eurípides. Escrita entre 408 a.C., ano da apresentação de Orestes, e 406 a.C., ano da morte de Eurípides, a peça foi apresentada pela primeira vez no ano seguinte ao da sua morte  numa trilogia com As Bacantes e Alcmaeon em Corinto pelo seu filho ou sobrinho, Eurípides o Jovem, tendo ganho o primeiro lugar da Grande Dionísia de Atenas desse ano.
A peça centra-se em Agamemnon, o líder da coligação grega antes e durante a Guerra de Troia, e a decisão dele de sacrificar a sua filha, Ifigénia, para cativar a deusa Artemisa e permitir às suas tropas zarpar de modo a defender a sua honra na batalha contra Troia. O conflito entre Agamemnon e Aquiles sobre o destino da jovem antecipa um conflito similar entre ambos no início da Ilíada. Na sua descrição das interações dos personagens principais, Eurípides usa com frequência a ironia trágica para efeito dramático.

## Contexto
A frota dos gregos estava estacionada em Áulide (atual Avlida), na Beócia, no Êuripo, estreito diante da ilha de Eubeia, com os seus navios preparados para zarpar para Troia, mas impossibilitada de o fazer devido a uma estranha falta de vento. Após consultarem o vidente Calcas, os líderes gregos concluíram que tal não resultava de uma mera anormalidade meteorológica, mas sim da vontade da deusa Artemisa, que estava a reter os ventos porque Agamemnon a tinha ofendido.
Calcas informa o general que, para agradar à deusa, teria de sacrificar a sua filha mais velha, Ifigénia. Agamemnon, apesar de ter ficado horrorizado, tem de considerar essa exigência muito a sério porque as tropas, que estão à espera na praia e inquietas de forma crescente, podem revoltar-se se a sua sede de sangue não for saciada. E envia uma mensagem à esposa dele, Clitemnestra, ordenando-lhe que lhe envie Ifigénia para Áulide, com o pretexto de a casar com o guerreiro grego Aquiles antes de o mandar para a luta.

## Enredo
No início da peça, Agamemnon começa a ter dúvidas quanto a concretizar o sacrifício e envia uma segunda mensagem a sua esposa dizendo-lhe para ignorar a primeira. Clitemnestra não chega a receber a segunda, porém, porque foi interceptada por Menelau, irmão de Agamemnon, que está enraivecido pela mudança de determinação de Agamemnon.
Para Menelau, não se trata apenas de um golpe pessoal, dado que foi a sua esposa, Helena, com quem o príncipe troiano Páris fugiu, cujo resgate é o principal pretexto da guerra; é também porque tal pode levar à revolta das tropas e à queda dos líderes gregos, se os subordinados descobrirem a profecia de Cascas e compreenderem que o seu general colocou a família dele acima do seu orgulho como soldado.
Os irmãos debatem o assunto entre si e acabam aparentemente por cada um convencer o outro: Menelaus fica aparentemente convencido que seria melhor mandar destroçar o exército grego em vez de mandar sacrificar a sua sobrinha, mas Agamemnon está agora pronto para o sacrifício, invocando que o exército irá atacar o seu palácio em Argos e matar toda a sua família se o não fizer. Por esta altura, Clitemnestra já está a caminho de Áulis com Ifigénia e o seu filho ainda criança, Orestes.
Ifigénia está entusiasmada com a perspectiva de casar com um dos grandes heróis do exército grego, mas tanto ela como a mãe dela como o pretenso noivo rapidamente descobrem a verdade. Furioso por ter sido usado como um figurante no plano de Agamemnon, Aquiles jura defender Ifigénia — mais pelo propósito de defender a sua própria honra, do que para salvar a rapariga inocente. Porém, quando tenta sublevar os gregos contra o sacrifício, ele descobre que "a totalidade dos gregos" — incluindo os Mirmidões que estão sob o seu commando pessoal — exige que a vontade de Agamemnon seja cumprida, escapando ele à justa de ser apedrejado.
Clitemnestra e Ifigénia tentam em vão persuadir Agamemnon a mudar a decisão dele, mas este julga que não tem  alternativa. Quando Aquiles se prepara para a defender pela força, Ifigénia, compreendendo que não tem possibilidade de escapar, pede a Aquiles para não jogar a vida dele numa causa perdida. Contrariando a oposição da mãe e com a admiração de Aquiles, ela dá o consentimento ao seu sacrifício, declarando que preferia morrer heroicamente, ganhando fama como a salvadora da Grécia, a ser arrastada sem o querer para o altar. Encabeçando o coro num hino a Artemisa, ela vai para a morte, com a sua mãe Clitemnestra tão perturbada ao ponto de pressagiar o assassinato do seu marido e o seu matricídio por Orestes, anos mais tarde.
A peça, tal como existe nos manuscritos de que dispomos, termina com um mensageiro informando que Ifigénia foi substituída no altar por um veado. No entanto, em geral considera-se que este final não faria parte do texto original de Eurípides. Refere-se também um fragmento da peça a indicar que Artemisa aparecia a consolar Clitemnestra e garantir que a filha dela não tinha sido sacrificada, apesar de tudo, mas este final Euripideano, a ter existido, não chegou até nós.

## Influência cultural
A peça inspirou a tragédia Ifigénia (1674) de Jean Racine que, por sua vez, juntamente com a peça original, serviu de base ao libretto de várias óperas no século XVIII, ainda que com enredos diferentes.
O primeiro libretto conhecido é o de Christian Heinrich Postel para a ópera Die wunderbar errettete Iphigenia de Reinhard Keiser de 1699.
Um libretto muito popular foi o de Apostolo Zeno, Ifigenia in Aulide (1718), que foi musicado por Antonio Caldara (1718), Giuseppe M. Orlandini (1732), Giovanni Porta (1738), Nicola Porpora (1735), Girolamo Abos (1745), Giuseppe Sarti (1777), Angelo Tarchi (1785), e Giuseppe Giordani (1786).
Outros libretti baseados na tregédia foram Ifigenia de Matteo Verazi, musicado por Niccolò Jommelli, (1751), o de Vittorio Amadeo Cigna-Santi musicado por Ferdinando Bertoni (1762) e por Carlo Franchi (1766), e o de Luigi Serio musicado por Vicente Martín y Soler (1779) e por Alessio Prati, (1784), e ainda o de Ferdinando Moretti musicado por Niccolò A. Zingarelli (1787) e por Luigi Cherubini (1788).
Contudo, a ópera mais conhecida e produzida atualmente é Iphigénie en Aulide de Christoph Willibald Gluck apresentada pela primeira vez na corte de Maria Antonieta em 1774.
Ifigénia em Áulide tem tido uma influência significativa na arte moderna. O realizador grego Mihalis Kakogiannis baseou na peça de Eurípides o seu filme de 1977, Iphigenia, em que actua Irene Papas no papel de Clitemnestra.
A história também serviu de base ao romance The Songs of the Kings de 2003 de Barry Unsworth, bem como da cantata Iphigenia in Brooklyn de P. D. Q. Bach/ Peter Schickele.
Neil LaBute baseou-se na história de Ifigénia para a sua peça Iphigenia in Orem, da sua série Bash.
A dramaturga norte-americana Caridad Svich na peça multimídia Iphigenia Crash Land Falls on the Neon Shell That Was Once Her Heart (a rave fable) de 2004 situa a história de Ifigénia em Ciudad Juárez recordando o Assassínio de Mulheres de Juárez.
O dramaturgo norte-americano Charles L. Mee adaptou o texto para o teatro moderno em "Iphigenia 2.0," para o que se inspirou na peça de Eurípides Ifigénia em Áulide, e no qual incorpora também textos de Alan Stuart-Smyth, Jim Graves, Jim Morris, Gaby Bashan, Richard Holmes, Richard Heckler, Dave Grossman, Wilfred Owen e Anthony Swofford. A estreia mundial em Nova Iorque de "Iphigenia 2.0" foi produzida pela Signature Theatre Company em Agosto de 2007

## Edições modernas

### Traduções para inglês
- Jane Lumley (1537–1578), ca. 1555
- Robert Potter, 1781 – em verso
- Edward P. Coleridge, 1891 – prosa
- T. A. Buckley, 1892
- Arthur Way, 1912 – verso
- Florence M. Stawell, 1929 – verso
- Charles R. Walker, 1958 – verse
- W. S. Merwin e George E. Dimock, Jr., 1978 – verso
- Paul Roche, 1998 – verso
- James Morwood, 2002 – verso
- Don Taylor, 2004
- George Theodoridis, 2007 –
- Edward Einhorn, 2013 –
- Nicolas Billon & Roger Beck, 2010

### Edições em português
- Eurípedes, Ifigênia em Áulis - As Fenícias - As Bacantes, Gênero: Artes, Subgênero: Teatro, Editora: JORGE ZAHAR, Lançamento: 1 de abril de 1993, Tradutor: Mário da Gama Kury, 284 páginas, 5ª edição, ISBN 8571102546, Código: Z0364

- Eurípedes, Ifigénia em Áulide, Introdução e versão de Carlos A. Pais Almeida, Notas e revisão de Maria Fátima Silva, Fundação Calouste Gulbenkian, JNICT, 1998, 2ª Edic